# 69e cérémonie du Deutscher Filmpreis
La 69e cérémonie des Deutscher Filmpreis, organisée par la Deutsche Filmakademie, se déroule le 3 mai 2019 au Palais am Funkturm à Berlin, et récompense les films sortis en 2018.
Le film Gundermann de Andreas Dresen domine la soirée avec six prix remportés dont le Deutscher Filmpreis du meilleur film, celui de la meilleure réalisation, du meilleur scénario et du meilleur acteur,.

## Palmarès

### Meilleur film
- Gundermann de Andreas Dresen
- Styx de Wolfgang Fischer
- Der Junge muss an die frische Luft de Caroline Link
  - Transit de Christian Petzold
  - Das schönste Mädchen der Welt de Aron Lehmann
  - 25 km/h de Markus Goller

### Meilleur film documentaire
- Of Fathers and Sons (Die Kinder des Kalifats) de Talal Derki

### Meilleur film pour enfants
- Rocca verändert die Welt de Katja Benrath

### Meilleure réalisation
- Andreas Dresen pour Gundermann
  - Wolfgang Fischer pour Styx
  - Caroline Link pour Der Junge muss an die frische Luft

### Meilleur scénario
- Laila Stieler pour Gundermann

### Meilleure actrice
- Susanne Wolff pour Styx
  - Aenne Schwarz pour Comme si de rien n'était (Alles ist gut)
  - Luise Heyer pour Das schönste Paar

### Meilleur acteur
- Alexander Scheer pour Gundermann

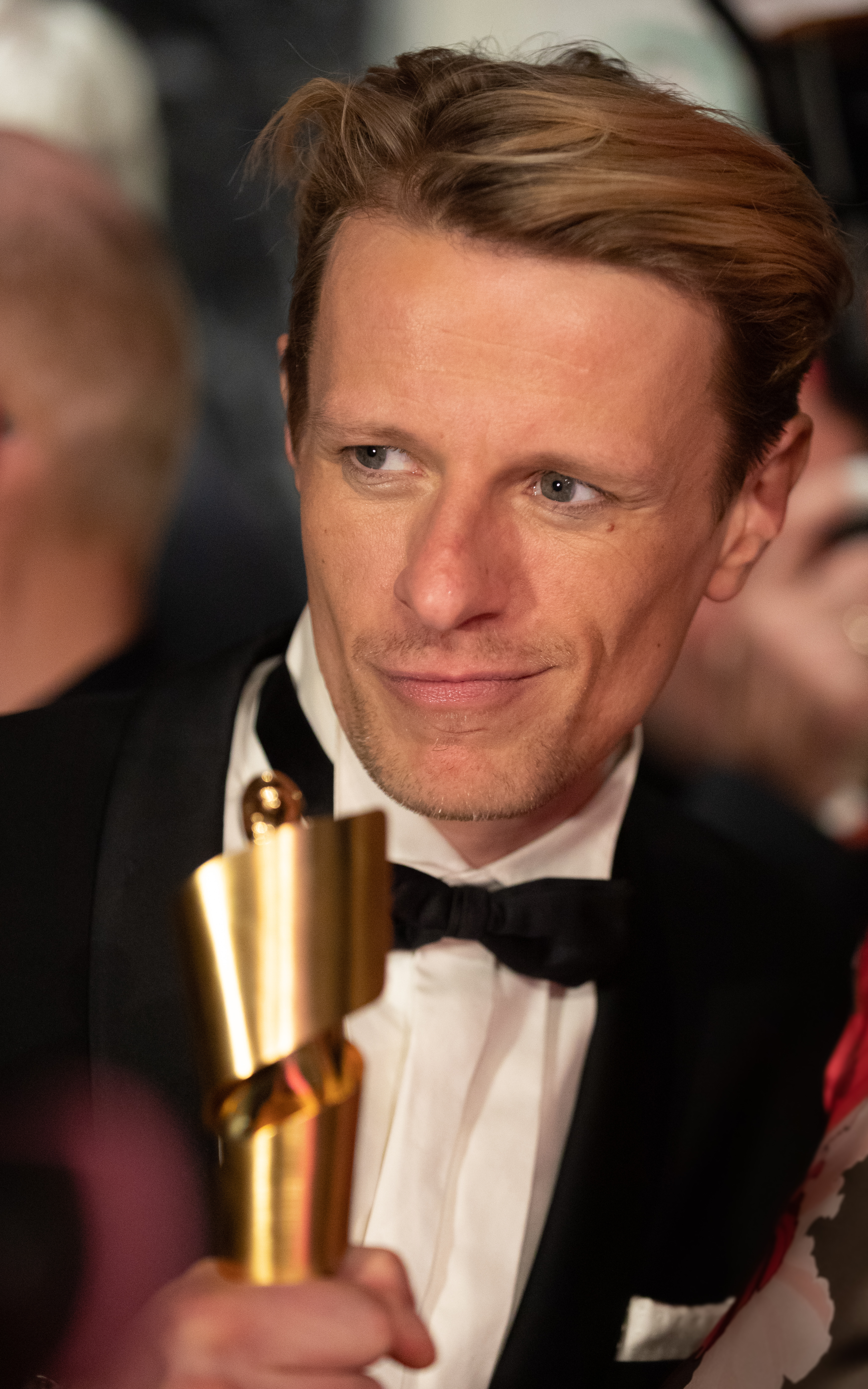
Alexander Scheer.

  - Jonas Dassler pour Golden Glove (Der Goldene Handschuh)
  - Rainer Bock pour Atlas

### Meilleure actrice dans un second rôle
- Luise Heyer pour Der Junge muss an die frische Luft

### Meilleur acteur dans un second rôle
- Alexander Fehling pour Das Ende der Wahrheit

### Meilleure photographie
- Benedict Neuenfels pour Styx

### Meilleur montage
- Anne Fabini pour Of Fathers and Sons (Die Kinder des Kalifats)

### Meilleur décor
- Susanne Hopf pour Gundermann

### Meilleurs costumes
- Sabine Greunig pour Gundermann

### Meilleur maquillage
- Maike Heinlein, Daniel Schröder et Lisa Edelmann pour Golden Glove (Der Goldene Handschuh)

### Meilleur son
- Andreas Turnwald, Uwe Dresch, Andre Zimmermann et Tobias Fleig pour Styx

### Meilleure musique
- Hochzeitskapelle pour Wackersdorf

### Prix du public
- Der Junge muss an die frische Luft de Caroline Link

### Prix d'honneur pour sa contribution exceptionnelle au cinéma allemand
- Margarethe von Trotta